# 行動学入門
『行動学入門』（こうどうがくにゅうもん）は、三島由紀夫の評論・随筆。行動よりも弁舌ばかり横行していた戦後社会の現象や風潮に対するアンチテーゼとして、あえて行動の美や行動の意味について思弁した書である。三島がその後の自らの行動（三島事件）を前に、ありうべき行動の姿を模索し、その困難さや思索を巡らしている。
1969年（昭和44年）、雑誌『Pocket パンチ Oh!』9月号から1970年（昭和45年）8月号まで連載され、同年10月15日に文藝春秋より単行本刊行された。同書には他2編の評論・随筆が収録されている。文庫版は文春文庫で刊行されている。

## 作品背景
『行動学入門』は、『若きサムラヒのための精神講話』に続いて、若い男性向けに発表したエッセイだが、当時は戦後の高度経済成長がピークに達していた時代で、青少年の過保護化現象や女性化現象がジャーナリズムの話題となり、男性の内面のみならず、外見も軟派が増えて「男らしさ」がなくなっていく風潮や風俗が若者たちの間に極端に広まっていた。ちょうどその時期、アラン・ドロン主演の映画『サムライ』が封切られ、その映画を三島が賞賛していたことから、日本の軟弱化現象を打破しようと、出版社が三島へエッセイの依頼をしたという。
なお、『行動学入門』は口述筆記だが、この仕事を担当した平凡出版の小此木一郎によると、1回分（1項目）は字数にすると原稿用紙9枚分予定で、三島は約20分で1回の口述を終わらせると、口述を原稿に起した後でもほとんど改稿することもなく、1回で9枚ぴったりの字数分を語ったという。
三島は刊行本の際の「あとがき」で、『行動学入門』と『をはりの美学』『革命哲学としての陽明学』の3つの随筆の共通点を、〈何かによつてしか証明されないものを、別の不適当な方法、すなはち言語手段によつて証明しようとしたもの〉とし、よってそれは、〈はじめから不可能な模索〉だったと説明し、以下のようにも語っている。

## 内容
｢行動とは何か｣、｢軍事行動｣、｢行動の心理｣、｢行動のパターン｣、｢行動の効果｣、｢行動と待機｣、｢行動の計画｣、「行動の美」、「行動と集団」、「行動と法律」、「行動と間合」、「行動の終結」の12項目に分かれ、様々な側面から、行動の難しさ、美しさ、人間の生と死、行動を言葉で語る虚しさなどについて語られている。
例えば、「行動と待機」の章では、以下のようなことが語られている。

## 作品評価・研究
『行動学入門』は三島の評論・随筆の中では、雑誌読者向けに書かれた軽めのものであるが、その中で要約的に語られている「行動のむなしさと、行動のむつかしさ」の感慨は、その後に起こる三島事件への「決定的な予言の役割をはたしている」と虫明亜呂無は三島の「あとがき」の言葉に着目しつつ解説し、三島が初期作品（『仮面の告白』）以来からの小説で主題にしてきたものを「より複雑な人生体験と苦汁と絶望に裏打ち」させながら、「いかにして自分は行動に至ったか」ということが吐露されていると考察している。
この随筆の中で三島は、行動の目的が最大の効果を得て、〈最高の有効性〉を発揮する時まで待機・忍耐し、〈全身全霊〉を賭けて最後の瞬間に行動と意思が最高度にならなければならないとし、行為者（主体）の充溢感と有効性との合致に、理想の〈純粋行動〉を希求しているが、その有効性の性質には、個人だけでない集団や、全体、世論が絡んでくる問題を孕み、もしも合法的な行動だけしか是認されないとすると、現代社会では、行動は単に冒険やスポーツの世界にしかなくなり、それにより〈純粋行動〉が侵蝕され、真の意味での〈行動〉ではなくなるというジレンマも同時に示し、〈純粋行動〉の性質に犯罪性が帯びてくることを語っている。そのため高橋博史はこの随筆を、「ありうべき行動の姿を語ろうとして、同時にその不可能性をも語ることとなった文章」だと解説している。

## おもな刊行本
- 『行動学入門』（文藝春秋、1970年10月15日）  NCID BN05197065
  - 装幀：粟屋充。紙装。茶色帯。249頁
  - 収録内容：「行動学入門」「をはりの美学」「革命哲学としての陽明学」「あとがき」
- 文庫版『行動学入門』（文春文庫、1974年10月25日） 
  - カバー装幀：粟津潔。紙装。
  - 付録・解説：虫明亜呂無
  - 収録内容：単行本と同一内容。

### 全集収録
- 『三島由紀夫全集34巻（評論X）』（新潮社、1976年2月25日）
  - 装幀：杉山寧。四六判。背革紙継ぎ装。貼函。旧字・旧仮名遣い。
  - 月報：小賀正義「日本人対日本人」。阿部勉「三島隊長の『問題提起（日本国憲法）』」。《評伝・三島由紀夫34》佐伯彰一「三島由紀夫以前（その10）」。《三島由紀夫論9》田中美代子「隠された宇宙」
  - 収録作品：昭和44年2月から昭和46年11月の評論93篇。
  - ※ 同一内容で豪華限定版（装幀：杉山寧。総革装。天金。緑革貼函。段ボール夫婦外函。A5変型版。本文2色刷）が1,000部あり。
- 『決定版 三島由紀夫全集35巻・評論10』（新潮社、2003年10月10日）
  - 装幀：新潮社装幀室。装画：柄澤齊。四六判。貼函。布クロス装。丸背。箔押し2色。旧仮名遣い。
  - 月報：E・G・サイデンステッカー「鮮明な人物像」。浅田次郎「複雑な父」。［思想の航海術10］田中美代子「矢は引き絞られて」
  - 収録作品：昭和43年5月から昭和44年12月までの評論144篇。「文化防衛論」「若きサムラヒのための精神講話」「栄誉の絆でつなげ菊と刀」「私の自主防衛論」「篠山紀信論」「日本の歴史と文化と伝統に立つて」「東大を動物園にしろ」「自衛隊二分論」「日本文学小史」「行動学入門」「日本文化の深淵について」「日本とは何か」「『楯の会』のこと」ほか

## 注・出典
1. 1 2 3 4 5  虫明亜呂無「解説」（行動学 1974, pp. 231–238）
2. 1 2  高橋博史「行動学入門」（事典 2000, pp. 132–133）
3. ↑  井上隆史「作品目録――昭和44年」（42巻 2005, pp. 452–456）
4. 1 2  山中剛史「著書目録――目次」（42巻 2005, pp. 540–561）
5. ↑  田中美代子「解題――行動学入門」（35巻 & 2003-10, p. 784）
6. 1 2  「あとがき」（『行動学入門』文藝春秋、1970年10月）。行動学 1974, pp. 229–230、36巻 2003, pp. 350–351